# Фред Морріс (1893)
Фред Морріс (англ. Fred Morris, 27 серпня 1893, Тіптон — 4 липня 1962, Тіптон) — англійський футболіст, що грав на позиції нападника, зокрема за «Вест-Бромвіч Альбіон» і національну збірну Англії.

## Клубна кар'єра
У дорослому футболі дебютував 1911 року виступами за команду «Вест-Бромвіч Альбіон», в якій провів дев'ять сезонів (з перервою протягом Першої світової війни), взявши участь у 287 матчах чемпіонату.  Більшість часу, проведеного у складі «Вест-Бромвіч Альбіона», був основним гравцем атакувальної ланки команди. У складі «Вест-Бромвіч Альбіона» був одним з головних бомбардирів команди, маючи середню результативність на рівні 0,41 гола за гру першості. 
В сезоні 1919/20 з 37 забитими голами став найкращим бомбардиром Першого дивізіону Футбольної ліги та допоміг команді вибороти титул чемпіона країни. Того ж року став володарем Суперкубка Англії.
Згодом протягом 1924—1925 років захищав кольори «Ковентрі Сіті».

## Виступи за збірну
1920 року провів дві гри у складі національної збірної Англії, обидві в рамках Домашнього чемпіонату Великої Британії. У першій з них, проти шотландців відзначився забитим голом.
Помер 4 липня 1962 року на 69-му році життя у рідному Тіптоні.

## Титули і досягнення

### Командні
- Чемпіон Англії (1):

«Вест-Бромвіч Альбіон»: 1919/20
- Володар Суперкубка Англії з футболу (1):

«Вест-Бромвіч Альбіон»: 1920

### Особисті
- Найкращий бомбардир Футбольної ліги Англії (1): 1919/20 (37 голів)